# レニエ5世 (エノー伯)
レニエ5世（Régnier V, 995年ごろ - 1039年以降）は、モンス伯（在位：1013年 - 1039年）。

## 生涯
レニエ5世は、エノー伯レニエ4世とエドヴィジュ・ド・フランスの息子である。母エドヴィジュはフランス王ユーグ・カペーとアデライード・ダキテーヌの娘であった。
1013年に名目上のエノー伯およびモンス伯位を継承した。父と同様にロートリンゲン公と対立し、エノー伯領を取り戻そうとした。叔父のルーヴェン伯ランベール1世と共に下ロートリンゲン公ゴットフリート2世と戦った。叔父の死後、その息子アンリ1世はレニエとの同盟を続けた。1018年、神聖ローマ皇帝ハインリヒ2世とカンブレー司教ジェラール1世の調停によりナイメーヘンの裁判所でこの紛争は解決された。和平を確実なものとするため、レニエ5世はゴットフリート2世の姪であり、ヴェルダン伯ヘルマン・フォン・エナメの女子相続人であるマティルデと結婚した。この結婚によりブラバントの一部がレニエにもたらされた。これ以降、レニエはゴットフリート2世を支持し、共にホラント伯ディルク3世と戦った。ハインリヒ2世の死後は、両者ともロートリンゲン貴族としてコンラート2世に抵抗した。その後、フランドル伯との対立も起こり、その中でブラバントにあったレニエ5世の最も重要な城であるエナメ城が1033年に破壊された。
父と同様に、レニエ5世は当時の精神世界に強い関心を持ち、サン＝ギスラン修道院長オルベールと連絡を取り合った。オルベールは聖ヴェロヌスの伝記をレニエ5世に捧げた。しかし、彼はスタヴロー修道院長ポッポが皇帝コンラート2世とカンブレー司教ジェラールの支援を受けて開始した修道院改革に反対した。レニエ5世はジェラールが任命したサン＝ギスラン修道院長エリブランに圧力をかけたため、エリブランらは皇帝に保護を求めた。
妃マティルデとの間に1子をもうけたが、伯位を継承したエルマンが息子なのか、それともその妃リシルドが娘なのかはっきりしない。リシルドは夫エルマンの死後、フランドル伯ボードゥアン6世と再婚した。